# Chamaecytisus triflorus
Chamaecytisus triflorus — вид квіткових рослин з родини бобових (Fabaceae).

## Біоморфологічна характеристика
Це кущ 1 метр заввишки. Молоді гілочки вкриті притиснутими волосками. Листки на ніжках, з обернено-яйцеподібними листочками, вкриті з обох боків запушеними волосками. Квітки бічні, на старих гілочках. Чашечка запушена, видовжена, трубчаста, з роздвоєними губами, верхня з тупими зубцями, злегка загнутими назовні. Стручок 25–30 мм завдовжки.

## Поширення
Поширення: Албанія, Австрія, Болгарія, Чехословаччина, Франція, Греція, Угорщина, Італія, Північний Кавказ, Румунія, Швейцарія, Південний Кавказ, Туреччина в Європі, Україна, колишня Югославія.
В Україні вид росте у Закарпатті, дуже рідко.